# Rheumaknoten
Bei Rheumaknoten handelt es sich um Knoten, die unter der Haut liegen und die als klinisches Symptom typisch für die rheumatoide Arthritis (Synonym: chronische Polyarthritis) sind.

## Auftreten
Meistens entstehen sie im Verlauf der Erkrankung an Stellen erhöhter Druckbelastung, besonders an der Streckseite von Gelenken, am häufigsten am Ellenbogen. Rheumaknoten sind meist ein Zeichen für einen schweren Krankheitsverlauf. Seit immer mehr Patienten mit einer chronischen Polyarthritis früher mit langwirksamen Antirheumatika behandelt werden, sind die schweren Verlaufsformen der chronischen Polyarthritis seltener geworden. Eine nicht erklärte Beobachtung ist das vereinzelte Auftreten von Rheumaknoten unter einer Behandlung einer chronischen Polyarthritis mit Methotrexat.
Rheumaknoten treten bei etwa 20 Prozent aller Patienten mit rheumatoider Arthritis auf. In gut 40 Prozent der Fälle zeigt sich eine Vaskulitis im Bindegewebe.
Patienten mit positivem Rheumafaktor sind häufiger von Rheumaknoten betroffen.
Die Größe der Rheumaknoten ist veränderlich und hängt von der Aktivität des Krankheitsprozesses ab. Durch die Gabe von Kortisol kommt es meistens zu einer Verkleinerung der Rheumaknoten. Sie sind an der Genese von Bursitiden, Tendinitiden, Herz- und nodösen Lungenmanifestationen, Skleritis und ZNS-Manifestationen beteiligt.